# Premiul Hugo pentru cea mai bună nuvelă

## Câștigători și nominalizări
*   Câștigători
| An   | Autor(i)                             | Nuvela                                                        | Editor sau publicație                                                     | Ref    |
| ---- | ------------------------------------ | ------------------------------------------------------------- | ------------------------------------------------------------------------- | ------ |
| 1968 | Philip José Farmer* (tie)            | "Riders of the Purple Wage"                                   | Doubleday (Dangerous Visions)                                             | [ 1 ]  |
| 1968 | Anne McCaffrey* (tie)                | "Weyr Search"                                                 | Analog Science Fact & Fiction                                             | [ 1 ]  |
| 1968 | Roger Zelazny                        | "Damnation Alley"                                             | Galaxy Science Fiction                                                    | [ 1 ]  |
| 1968 | Samuel R. Delany                     | "The Star Pit"                                                | Worlds of Tomorrow                                                        | [ 1 ]  |
| 1968 | Robert Silverberg                    | "Hawksbill Station"                                           | Galaxy Science Fiction                                                    | [ 1 ]  |
| 1969 | Robert Silverberg*                   | "Nightwings"                                                  | Galaxy Science Fiction                                                    | [ 2 ]  |
| 1969 | Anne McCaffrey                       | "Dragonrider"                                                 | Analog Science Fact & Fiction                                             | [ 2 ]  |
| 1969 | Samuel R. Delany                     | "Lines of Power"                                              | The Magazine of Fantasy & Science Fiction                                 | [ 2 ]  |
| 1969 | Dean McLaughlin                      | "Hawk Among the Sparrows"                                     | Analog Science Fact & Fiction                                             | [ 2 ]  |
| 1970 | Fritz Leiber*                        | "Ship of Shadows"                                             | The Magazine of Fantasy & Science Fiction                                 | [ 3 ]  |
| 1970 | Harlan Ellison                       | "A Boy and His Dog"                                           | Avon Publications (The Beast that Shouted Love at the Heart of the World) | [ 3 ]  |
| 1970 | James Blish                          | "We All Die Naked"                                            | Meredith Press (Three for Tomorrow)                                       | [ 3 ]  |
| 1970 | Anne McCaffrey                       | "Dramatic Mission"                                            | Analog Science Fact & Fiction                                             | [ 3 ]  |
| 1970 | Robert Silverberg                    | "To Jorslem"                                                  | Galaxy Science Fiction                                                    | [ 3 ]  |
| 1971 | Fritz Leiber*                        | "Ill Met in Lankhmar"                                         | The Magazine of Fantasy & Science Fiction                                 | [ 4 ]  |
| 1971 | Clifford D. Simak                    | "The Thing in the Stone"                                      | If                                                                        | [ 4 ]  |
| 1971 | Harlan Ellison                       | "The Region Between"                                          | Galaxy Science Fiction                                                    | [ 4 ]  |
| 1971 | Robert Silverberg                    | "The World Inside"                                            | Galaxy Science Fiction                                                    | [ 4 ]  |
| 1971 | Dean Koontz                          | "Beastchild"                                                  | Venture Science Fiction Magazine                                          | [ 4 ]  |
| 1972 | Poul Anderson*                       | "The Queen of Air and Darkness"                               | The Magazine of Fantasy & Science Fiction                                 | [ 5 ]  |
| 1972 | Arthur C. Clarke                     | "A Meeting with Medusa"                                       | Playboy                                                                   | [ 5 ]  |
| 1972 | Larry Niven                          | "The Fourth Profession"                                       | Paperback Library (Quark/4)                                               | [ 5 ]  |
| 1972 | John Brunner                         | "Dread Empire"                                                | Fantastic                                                                 | [ 5 ]  |
| 1972 | Gardner Dozois                       | "A Special Kind of Morning"                                   | Doubleday (New Dimensions 1)                                              | [ 5 ]  |
| 1973 | Ursula K. Le Guin*                   | "The Word for World Is Forest"                                | Doubleday (Again, Dangerous Visions)                                      | [ 6 ]  |
| 1973 | Frederik Pohl                        | "The Gold at the Starbow's End"                               | Analog Science Fact & Fiction                                             | [ 6 ]  |
| 1973 | Gene Wolfe                           | "The Fifth Head of Cerberus"                                  | Putnam Publishing Group (Orbit #10)                                       | [ 6 ]  |
| 1973 | Joe Haldeman                         | "Hero"                                                        | Analog Science Fact & Fiction                                             | [ 6 ]  |
| 1973 | Jerry Pournelle                      | "The Mercenary"                                               | Analog Science Fact & Fiction                                             | [ 6 ]  |
| 1974 | James Tiptree, Jr.*                  | "The Girl Who Was Plugged In"                                 | Doubleday (New Dimensions 3)                                              | [ 7 ]  |
| 1974 | Gene Wolfe                           | "The Death of Doctor Island"                                  | Bantam Spectra (Universe 3)                                               | [ 7 ]  |
| 1974 | Michael Bishop                       | "Death and Designation Among the Asadi"                       | If                                                                        | [ 7 ]  |
| 1974 | Michael Bishop                       | "The White Otters of Childhood"                               | The Magazine of Fantasy & Science Fiction                                 | [ 7 ]  |
| 1974 | Gardner Dozois                       | "Chains of the Sea"                                           | X-S Books (Chains of the Sea)                                             | [ 7 ]  |
| 1975 | George R. R. Martin*                 | "A Song for Lya"                                              | Analog Science Fact & Fiction                                             | [ 8 ]  |
| 1975 | Gardner Dozois                       | "Strangers"                                                   | Doubleday (New Dimensions 4)                                              | [ 8 ]  |
| 1975 | Robert Silverberg                    | "Born with the Dead"                                          | The Magazine of Fantasy & Science Fiction                                 | [ 8 ]  |
| 1975 | Norman Spinrad                       | "Riding the Torch"                                            | Thomas Nelson (Threads of Time)                                           | [ 8 ]  |
| 1975 | Jack Vance                           | "Assault on a City"                                           | Bantam Spectra (Universe 4)                                               | [ 8 ]  |
| 1976 | Roger Zelazny*                       | "Home Is the Hangman"                                         | Analog Science Fact & Fiction                                             | [ 9 ]  |
| 1976 | George R. R. Martin and Lisa Tuttle  | "The Storms of Windhaven"                                     | Analog Science Fact & Fiction                                             | [ 9 ]  |
| 1976 | Larry Niven                          | "ARM"                                                         | Putnam Publishing Group (Epoch)                                           | [ 9 ]  |
| 1976 | Algis Budrys                         | "The Silent Eyes of Time"                                     | The Magazine of Fantasy & Science Fiction                                 | [ 9 ]  |
| 1976 | Richard Cowper                       | "The Custodians"                                              | The Magazine of Fantasy & Science Fiction                                 | [ 9 ]  |
| 1977 | Spider Robinson* (tie)               | "By Any Other Name"                                           | Analog Science Fact & Fiction                                             | [ 10 ] |
| 1977 | James Tiptree, Jr.* (tie)            | "Houston, Houston, Do You Read?"                              | Fawcett Publications (Aurora: Beyond Equality)                            | [ 10 ] |
| 1977 | Michael Bishop                       | "The Samurai and the Willows"                                 | The Magazine of Fantasy & Science Fiction                                 | [ 10 ] |
| 1977 | Richard Cowper                       | "Piper at the Gates of Dawn"                                  | The Magazine of Fantasy & Science Fiction                                 | [ 10 ] |
| 1978 | Spider Robinson and Jeanne Robinson* | "Stardance"                                                   | Analog Science Fact & Fiction                                             | [ 11 ] |
| 1978 | John Varley                          | "In the Hall of the Martian Kings"                            | The Magazine of Fantasy & Science Fiction                                 | [ 11 ] |
| 1978 | Vonda N. McIntyre                    | "Aztecs"                                                      | Pyramid Books (2076: The American Tricentennial)                          | [ 11 ] |
| 1978 | Gregory Benford                      | "A Snark in the Night"                                        | The Magazine of Fantasy & Science Fiction                                 | [ 11 ] |
| 1978 | Keith Laumer                         | "The Wonderful Secret"                                        | Analog Science Fact & Fiction                                             | [ 11 ] |
| 1979 | John Varley*                         | "The Persistence of Vision"                                   | The Magazine of Fantasy & Science Fiction                                 | [ 12 ] |
| 1979 | Joan D. Vinge                        | "Fireship"                                                    | Analog Science Fact & Fiction                                             | [ 12 ] |
| 1979 | Christopher Priest                   | "The Watched"                                                 | The Magazine of Fantasy & Science Fiction                                 | [ 12 ] |
| 1979 | Brian Aldiss                         | "Enemies of the System"                                       | The Magazine of Fantasy & Science Fiction                                 | [ 12 ] |
| 1979 | Gene Wolfe                           | "Seven American Nights"                                       | Putnam Publishing Group (Orbit #20)                                       | [ 12 ] |
| 1980 | Barry B. Longyear*                   | "Enemy Mine"                                                  | Asimov's Science Fiction                                                  | [ 13 ] |
| 1980 | Orson Scott Card                     | "Songhouse"                                                   | Analog Science Fact & Fiction                                             | [ 13 ] |
| 1980 | Donald Kingsbury                     | "The Moon Goddess and the Son"                                | Analog Science Fact & Fiction                                             | [ 13 ] |
| 1980 | Ted Reynolds                         | "Ker-Plop"                                                    | Asimov's Science Fiction                                                  | [ 13 ] |
| 1980 | Hilbert Schenck                      | "The Battle of the Abaco Reefs"                               | The Magazine of Fantasy & Science Fiction                                 | [ 13 ] |
| 1981 | Gordon R. Dickson*                   | "Lost Dorsai"                                                 | Destinies v2                                                              | [ 14 ] |
| 1981 | George R. R. Martin and Lisa Tuttle  | "One-Wing"                                                    | Analog Science Fact & Fiction                                             | [ 14 ] |
| 1981 | George R. R. Martin                  | "Nightflyers"                                                 | Analog Science Fact & Fiction                                             | [ 14 ] |
| 1981 | Thomas Disch                         | "The Brave Little Toaster"                                    | The Magazine of Fantasy & Science Fiction                                 | [ 14 ] |
| 1981 | Harlan Ellison                       | "All the Lies that Are My Life"                               | The Magazine of Fantasy & Science Fiction                                 | [ 14 ] |
| 1982 | Poul Anderson*                       | "The Saturn Game"                                             | Analog Science Fact & Fiction                                             | [ 15 ] |
| 1982 | Phyllis Eisenstein                   | "In the Western Tradition"                                    | The Magazine of Fantasy & Science Fiction                                 | [ 15 ] |
| 1982 | John Varley                          | "Blue Champagne"                                              | Berkley Books (New Voices #4)                                             | [ 15 ] |
| 1982 | Kate Wilhelm                         | "With Thimbles, With Forks and Hope"                          | Asimov's Science Fiction                                                  | [ 15 ] |
| 1982 | Vernor Vinge                         | "True Names"                                                  | Dell Publishing (Binary Star #5)                                          | [ 15 ] |
| 1982 | David R. Palmer                      | "Emergence"                                                   | Analog Science Fact & Fiction                                             | [ 15 ] |
| 1983 | Joanna Russ*                         | "Souls"                                                       | The Magazine of Fantasy & Science Fiction                                 | [ 16 ] |
| 1983 | David Brin                           | "The Postman"                                                 | Asimov's Science Fiction                                                  | [ 16 ] |
| 1983 | George R. R. Martin                  | "Unsound Variations"                                          | Amazing Stories                                                           | [ 16 ] |
| 1983 | Joseph H. Delaney                    | "Brainchild"                                                  | Analog Science Fact & Fiction                                             | [ 16 ] |
| 1983 | Kim Stanley Robinson                 | "To Leave a Mark"                                             | The Magazine of Fantasy & Science Fiction                                 | [ 16 ] |
| 1983 | John Kessel                          | "Another Orphan"                                              | The Magazine of Fantasy & Science Fiction                                 | [ 16 ] |
| 1984 | Timothy Zahn*                        | "Cascade Point"                                               | Analog Science Fact & Fiction                                             | [ 17 ] |
| 1984 | Greg Bear                            | "Hardfought"                                                  | Asimov's Science Fiction                                                  | [ 17 ] |
| 1984 | Joseph H. Delaney                    | "In the Face of My Enemy"                                     | Analog Science Fact & Fiction                                             | [ 17 ] |
| 1984 | David R. Palmer                      | "Seeking"                                                     | Analog Science Fact & Fiction                                             | [ 17 ] |
| 1984 | Hilbert Schenck                      | "Hurricane Claude"                                            | The Magazine of Fantasy & Science Fiction                                 | [ 17 ] |
| 1985 | John Varley*                         | "Press Enter ■"                                               | Asimov's Science Fiction                                                  | [ 18 ] |
| 1985 | David Brin                           | "Cyclops"                                                     | Asimov's Science Fiction                                                  | [ 18 ] |
| 1985 | Joseph H. Delaney and Marc Stiegler  | "Valentina"                                                   | Analog Science Fact & Fiction                                             | [ 18 ] |
| 1985 | Charles L. Harness                   | "Summer Solstice"                                             | Analog Science Fact & Fiction                                             | [ 18 ] |
| 1985 | Geoffrey A. Landis                   | "Elemental"                                                   | Analog Science Fact & Fiction                                             | [ 18 ] |
| 1986 | Roger Zelazny*                       | "24 Views of Mt. Fuji, by Hokusai"                            | Asimov's Science Fiction                                                  | [ 19 ] |
| 1986 | Robert Silverberg                    | "Sailing to Byzantium"                                        | Asimov's Science Fiction                                                  | [ 19 ] |
| 1986 | James Tiptree, Jr.                   | "The Only Neat Thing to Do"                                   | The Magazine of Fantasy & Science Fiction                                 | [ 19 ] |
| 1986 | Kim Stanley Robinson                 | "Green Mars"                                                  | Analog Science Fact & Fiction                                             | [ 19 ] |
| 1986 | C. J. Cherryh                        | "The Scapegoat"                                               | Baen Books (Alien Stars)                                                  | [ 19 ] |
| 1987 | Robert Silverberg*                   | "Gilgamesh in the Outback"                                    | Asimov's Science Fiction                                                  | [ 20 ] |
| 1987 | Kim Stanley Robinson                 | "Escape from Kathmandu"                                       | Asimov's Science Fiction                                                  | [ 20 ] |
| 1987 | Lucius Shepard                       | "R&R"                                                         | Asimov's Science Fiction                                                  | [ 20 ] |
| 1987 | Connie Willis                        | "Spice Pogrom"                                                | Asimov's Science Fiction                                                  | [ 20 ] |
| 1987 | Michael F. Flynn                     | "Eifelheim"                                                   | Analog Science Fact & Fiction                                             | [ 20 ] |
| 1988 | Orson Scott Card*                    | "Eye for Eye"                                                 | Asimov's Science Fiction                                                  | [ 21 ] |
| 1988 | Robert Silverberg                    | "The Secret Sharer"                                           | Asimov's Science Fiction                                                  | [ 21 ] |
| 1988 | Kim Stanley Robinson                 | "The Blind Geometer"                                          | Asimov's Science Fiction                                                  | [ 21 ] |
| 1988 | Kim Stanley Robinson                 | "Mother Goddess of the World"                                 | Asimov's Science Fiction                                                  | [ 21 ] |
| 1988 | Michael F. Flynn                     | "The Forest of Time"                                          | Analog Science Fact & Fiction                                             | [ 21 ] |
| 1989 | Connie Willis*                       | "The Last of the Winnebagos"                                  | Asimov's Science Fiction                                                  | [ 22 ] |
| 1989 | Lucius Shepard                       | "The Scalehunter's Beautiful Daughter"                        | Asimov's Science Fiction                                                  | [ 22 ] |
| 1989 | Norman Spinrad                       | "Journals of the Plague Years"                                | Doubleday (Full Spectrum)                                                 | [ 22 ] |
| 1989 | Bradley Denton                       | "The Calvin Coolidge Home for Dead Comedians"                 | Fantasy & Science Fiction                                                 | [ 22 ] |
| 1989 | Walter Jon Williams                  | "Surfacing"                                                   | Asimov's Science Fiction                                                  | [ 22 ] |
| 1990 | Lois McMaster Bujold*                | "The Mountains of Mourning"                                   | Analog Science Fact & Fiction                                             | [ 23 ] |
| 1990 | Lucius Shepard                       | "The Father of Stones"                                        | Asimov's Science Fiction                                                  | [ 23 ] |
| 1990 | Megan Lindholm                       | "A Touch of Lavender"                                         | Asimov's Science Fiction                                                  | [ 23 ] |
| 1990 | Connie Willis                        | "Time-Out"                                                    | Asimov's Science Fiction                                                  | [ 23 ] |
| 1990 | Judith Moffett                       | "Tiny Tango"                                                  | Asimov's Science Fiction                                                  | [ 23 ] |
| 1991 | Joe Haldeman*                        | "The Hemingway Hoax"                                          | Asimov's Science Fiction                                                  | [ 24 ] |
| 1991 | Mike Resnick                         | "Bully!"                                                      | Asimov's Science Fiction                                                  | [ 24 ] |
| 1991 | Kim Stanley Robinson                 | "A Short, Sharp Shock"                                        | Asimov's Science Fiction                                                  | [ 24 ] |
| 1991 | Pat Murphy                           | "Bones"                                                       | Asimov's Science Fiction                                                  | [ 24 ] |
| 1991 | Pat Cadigan                          | "Fool to Believe"                                             | Asimov's Science Fiction                                                  | [ 24 ] |
| 1992 | Nancy Kress*                         | "Beggars in Spain"                                            | Asimov's Science Fiction                                                  | [ 25 ] |
| 1992 | Kristine Kathryn Rusch               | "The Gallery of His Dreams"                                   | Asimov's Science Fiction                                                  | [ 25 ] |
| 1992 | Connie Willis                        | "Jack"                                                        | Asimov's Science Fiction                                                  | [ 25 ] |
| 1992 | Michael Swanwick                     | "Griffin's Egg"                                               | St. Martin's Press                                                        | [ 25 ] |
| 1992 | Nancy Kress                          | "And Wild for to Hold"                                        | Asimov's Science Fiction                                                  | [ 25 ] |
| 1993 | Lucius Shepard*                      | "Barnacle Bill the Spacer"                                    | Asimov's Science Fiction                                                  | [ 26 ] |
| 1993 | Frederik Pohl                        | "Stopping at Slowyear"                                        | Bantam Spectra                                                            | [ 26 ] |
| 1993 | Maureen F. McHugh                    | "Protection"                                                  | Asimov's Science Fiction                                                  | [ 26 ] |
| 1993 | Jonathan Carroll                     | "Uh-Oh City"                                                  | Fantasy & Science Fiction                                                 | [ 26 ] |
| 1993 | Bradley Denton                       | "The Territory"                                               | Fantasy & Science Fiction                                                 | [ 26 ] |
| 1994 | Harry Turtledove*                    | "Down in the Bottomlands"                                     | Analog Science Fiction and Fact                                           | [ 27 ] |
| 1994 | Walter Jon Williams                  | "Wall, Stone, Craft"                                          | Fantasy & Science Fiction                                                 | [ 27 ] |
| 1994 | G. David Nordley                     | "Into the Miranda Rift"                                       | Analog Science Fiction and Fact                                           | [ 27 ] |
| 1994 | Jack Cady                            | "The Night We Buried Road Dog"                                | Fantasy & Science Fiction                                                 | [ 27 ] |
| 1994 | Pat Murphy                           | "An American Childhood"                                       | Asimov's Science Fiction                                                  | [ 27 ] |
| 1994 | Harlan Ellison                       | "Mefisto In Onyx"                                             | Omni                                                                      | [ 27 ] |
| 1995 | Mike Resnick*                        | "Seven Views of Olduvai Gorge"                                | Fantasy & Science Fiction                                                 | [ 28 ] |
| 1995 | Brian Stableford                     | "Les Fleurs du Mal"                                           | Asimov's Science Fiction                                                  | [ 28 ] |
| 1995 | Ursula K. Le Guin                    | "Forgiveness Day"                                             | Asimov's Science Fiction                                                  | [ 28 ] |
| 1995 | Michael Bishop                       | "Cri de Coeur"                                                | Asimov's Science Fiction                                                  | [ 28 ] |
| 1995 | Michael F. Flynn                     | "Melodies of the Heart"                                       | Analog Science Fiction and Fact                                           | [ 28 ] |
| 1996 | Allen Steele*                        | "The Death of Captain Future"                                 | Asimov's Science Fiction                                                  | [ 29 ] |
| 1996 | Ursula K. Le Guin                    | "A Woman's Liberation"                                        | Asimov's Science Fiction                                                  | [ 29 ] |
| 1996 | Mike Resnick and Susan M. Schwartz   | "Bibi"                                                        | Asimov's Science Fiction                                                  | [ 29 ] |
| 1996 | Ursula K. Le Guin                    | "A Man of the People"                                         | Asimov's Science Fiction                                                  | [ 29 ] |
| 1996 | Nancy Kress                          | "Fault Lines"                                                 | Asimov's Science Fiction                                                  | [ 29 ] |
| 1997 | George R. R. Martin*                 | "Blood of the Dragon"                                         | Asimov's Science Fiction                                                  | [ 30 ] |
| 1997 | Jack McDevitt                        | "Time Travelers Never Die"                                    | Asimov's Science Fiction                                                  | [ 30 ] |
| 1997 | Gregory Benford                      | "Immersion"                                                   | SF Age                                                                    | [ 30 ] |
| 1997 | Jerry Oltion                         | "Abandon in Place"                                            | Fantasy & Science Fiction                                                 | [ 30 ] |
| 1997 | Mary Rosenblum                       | "Gas Fish"                                                    | Asimov's Science Fiction                                                  | [ 30 ] |
| 1997 | Maureen F. McHugh                    | "The Cost to Be Wise"                                         | Tor Books (Starlight #1)                                                  | [ 30 ] |
| 1998 | Allen Steele*                        | "...Where Angels Fear to Tread"                               | Asimov's Science Fiction                                                  | [ 31 ] |
| 1998 | Adam-Troy Castro                     | "The Funeral March of the Marionettes"                        | Fantasy & Science Fiction                                                 | [ 31 ] |
| 1998 | Geoffrey A. Landis                   | "Ecopoiesis"                                                  | SF Age                                                                    | [ 31 ] |
| 1998 | Paul Levinson                        | "Loose Ends"                                                  | Analog Science Fiction and Fact                                           | [ 31 ] |
| 1998 | Robert Reed                          | "Marrow"                                                      | SF Age                                                                    | [ 31 ] |
| 1999 | Greg Egan*                           | "Oceanic"                                                     | Asimov's Science Fiction                                                  | [ 32 ] |
| 1999 | Catherine Asaro                      | "Aurora in Four Voices"                                       | Analog Science Fiction and Fact                                           | [ 32 ] |
| 1999 | Ted Chiang                           | "Story of Your Life"                                          | Tor Books (Starlight #2)                                                  | [ 32 ] |
| 1999 | Terry Bisson                         | "Get Me to the Church on Time"                                | Asimov's Science Fiction                                                  | [ 32 ] |
| 1999 | Ian R. MacLeod                       | "The Summer Isles"                                            | Asimov's Science Fiction                                                  | [ 32 ] |
| 2000 | Connie Willis*                       | "The Winds of Marble Arch"                                    | Asimov's Science Fiction                                                  | [ 33 ] |
| 2000 | Harry Turtledove                     | "Forty, Counting Down"                                        | Asimov's Science Fiction                                                  | [ 33 ] |
| 2000 | Adam-Troy Castro and Jerry Oltion    | "The Astronaut from Wyoming"                                  | Analog Science Fiction and Fact                                           | [ 33 ] |
| 2000 | Mike Resnick                         | "Hunting the Snark"                                           | Asimov's Science Fiction                                                  | [ 33 ] |
| 2000 | Kage Baker                           | "Son Observe the Time"                                        | Asimov's Science Fiction                                                  | [ 33 ] |
| 2001 | Jack Williamson*                     | "The Ultimate Earth"                                          | Analog Science Fiction and Fact                                           | [ 34 ] |
| 2001 | Catherine Asaro                      | "A Roll of the Dice"                                          | Analog Science Fiction and Fact                                           | [ 34 ] |
| 2001 | Kristine Kathryn Rusch               | "The Retrieval Artist"                                        | Analog Science Fiction and Fact                                           | [ 34 ] |
| 2001 | Greg Egan                            | "Oracle"                                                      | Asimov's Science Fiction                                                  | [ 34 ] |
| 2001 | Ted Chiang                           | "Seventy-Two Letters"                                         | Tor Books (Vanishing Acts)                                                | [ 34 ] |
| 2001 | Lucius Shepard                       | "Radiant Green Star"                                          | Asimov's Science Fiction                                                  | [ 34 ] |
| 2002 | Vernor Vinge*                        | "Fast Times at Fairmont High"                                 | Tor Books (The Collected Stories of Vernor Vinge)                         | [ 35 ] |
| 2002 | Allen Steele                         | "Stealing Alabama"                                            | Asimov's Science Fiction                                                  | [ 35 ] |
| 2002 | Brenda Clough                        | "May Be Some Time"                                            | Analog Science Fiction and Fact                                           | [ 35 ] |
| 2002 | Andy Duncan                          | "The Chief Designer"                                          | Asimov's Science Fiction                                                  | [ 35 ] |
| 2002 | Jack Dann                            | "The Diamond Pit"                                             | Tor Books (Jubilee)                                                       | [ 35 ] |
| 2003 | Neil Gaiman*                         | "Coraline"                                                    | HarperCollins                                                             | [ 36 ] |
| 2003 | Richard Chwedyk                      | "Brontë's Egg"                                                | Fantasy & Science Fiction                                                 | [ 36 ] |
| 2003 | Ian R. MacLeod                       | "Breathmoss"                                                  | Asimov's Science Fiction                                                  | [ 36 ] |
| 2003 | Paul Di Filippo                      | "A Year in the Linear City"                                   | PS Publishing                                                             | [ 36 ] |
| 2003 | Charles Coleman Finlay               | "The Political Officer"                                       | Fantasy & Science Fiction                                                 | [ 36 ] |
| 2003 | Pat Forde                            | "In Spirit"                                                   | Analog Science Fiction and Fact                                           | [ 36 ] |
| 2004 | Vernor Vinge*                        | "The Cookie Monster"                                          | Analog Science Fiction and Fact                                           | [ 37 ] |
| 2004 | Kage Baker                           | "The Empress of Mars"                                         | Asimov's Science Fiction                                                  | [ 37 ] |
| 2004 | Connie Willis                        | "Just Like the Ones We Used to Know"                          | Asimov's Science Fiction                                                  | [ 37 ] |
| 2004 | Walter Jon Williams                  | "The Green Leopard Plague"                                    | Asimov's Science Fiction                                                  | [ 37 ] |
| 2004 | Catherine Asaro                      | "Walk in Silence"                                             | Analog Science Fiction and Fact                                           | [ 37 ] |
| 2005 | Charles Stross*                      | "The Concrete Jungle"                                         | Golden Gryphon Press (The Atrocity Archives)                              | [ 38 ] |
| 2005 | Bradley Denton                       | "Sergeant Chip"                                               | Fantasy & Science Fiction                                                 | [ 38 ] |
| 2005 | Charles Stross                       | "Elector"                                                     | Asimov's Science Fiction                                                  | [ 38 ] |
| 2005 | Lois McMaster Bujold                 | "Winterfair Gifts"                                            | New American Library (Irresistible Forces)                                | [ 38 ] |
| 2005 | Michael A. Burstein                  | "Time Ablaze"                                                 | Analog Science Fiction and Fact                                           | [ 38 ] |
| 2006 | Connie Willis*                       | "Inside Job"                                                  | Asimov's Science Fiction                                                  | [ 39 ] |
| 2006 | James Patrick Kelly                  | "Burn"                                                        | Tachyon Publications                                                      | [ 39 ] |
| 2006 | Kelly Link                           | "Magic for Beginners"                                         | Small Beer Press (Magic for Beginners)                                    | [ 39 ] |
| 2006 | Ian McDonald                         | "The Little Goddess"                                          | Asimov's Science Fiction                                                  | [ 39 ] |
| 2006 | Robert J. Sawyer                     | "Identity Theft"                                              | Science Fiction Book Club (Down These Dark Spaceways)                     | [ 39 ] |
| 2007 | Robert Reed*                         | "A Billion Eves"                                              | Asimov's Science Fiction                                                  | [ 40 ] |
| 2007 | Michael Swanwick                     | "Lord Weary's Empire"                                         | Asimov's Science Fiction                                                  | [ 40 ] |
| 2007 | Robert Charles Wilson                | "Julian: A Christmas Story"                                   | PS Publishing                                                             | [ 40 ] |
| 2007 | Paul Melko                           | "The Walls of the Universe"                                   | Asimov's Science Fiction                                                  | [ 40 ] |
| 2007 | William Shunn                        | "Inclination"                                                 | Asimov's Science Fiction                                                  | [ 40 ] |
| 2008 | Connie Willis*                       | "All Seated on the Ground"                                    | Asimov's Science Fiction                                                  | [ 41 ] |
| 2008 | Kristine Kathryn Rusch               | "Recovering Apollo 8"                                         | Asimov's Science Fiction                                                  | [ 41 ] |
| 2008 | Nancy Kress                          | "Fountain of Age"                                             | Asimov's Science Fiction                                                  | [ 41 ] |
| 2008 | Lucius Shepard                       | "Stars Seen Through Stone"                                    | Fantasy & Science Fiction                                                 | [ 41 ] |
| 2008 | Gene Wolfe                           | "Memorare"                                                    | Fantasy & Science Fiction                                                 | [ 41 ] |
| 2009 | Nancy Kress*                         | "The Erdmann Nexus"                                           | Asimov's Science Fiction                                                  | [ 42 ] |
| 2009 | Robert Reed                          | "Truth"                                                       | Asimov's Science Fiction                                                  | [ 42 ] |
| 2009 | Ian McDonald                         | "The Tear"                                                    | Science Fiction Book Club (Galactic Empires)                              | [ 42 ] |
| 2009 | Benjamin Rosenbaum and Cory Doctorow | "True Names"                                                  | Pyr (Fast Forward 2)                                                      | [ 42 ] |
| 2009 | Charles Coleman Finlay               | "The Political Prisoner"                                      | Fantasy & Science Fiction                                                 | [ 42 ] |
| 2010 | Charles Stross*                      | "Palimpsest"                                                  | Ace Books (Wireless)                                                      | [ 43 ] |
| 2010 | Nancy Kress                          | "Act One"                                                     | Asimov's Science Fiction                                                  | [ 43 ] |
| 2010 | John Scalzi                          | The God Engines                                               | Subterranean Press                                                        | [ 43 ] |
| 2010 | James Morrow                         | "Shambling Towards Hiroshima"                                 | Tachyon Publications                                                      | [ 43 ] |
| 2010 | Ian McDonald                         | "Vishnu at the Cat Circus"                                    | Pyr (Cyberabad Days)                                                      | [ 43 ] |
| 2010 | Kage Baker                           | "The Women of Nell Gwynne's"                                  | Subterranean Press                                                        | [ 43 ] |
| 2011 | Rachel Swirsky                       | "The Lady Who Plucked Red Flowers beneath the Queen’s Window" | Subterranean Magazine                                                     | [ 44 ] |
| 2011 | Ted Chiang                           | The Lifecycle of Software Objects                             | Subterranean Press                                                        | [ 44 ] |
| 2011 | Elizabeth Hand                       | "The Maiden Flight of McCauley’s Bellerophon"                 | Morrow (Stories: New Tales)                                               | [ 44 ] |
| 2011 | Geoffrey A. Landis                   | "The Sultan of the Clouds"                                    | Asimov's Science Fiction                                                  | [ 44 ] |
| 2011 | Alastair Reynolds                    | "Troika"                                                      | Godlike Machines                                                          | [ 44 ] |

### Retro Hugo
Începând cu a 54-a ediție a Worldcon-ului (1996), World Science Fiction Society a creat un premiu "Retro Hugos", un premiu Hugo acordat retroactiv pentru lucrări din urmă cu 50, 75 sau 100 de ani. Premiul Retro Hugo a fost acordat de trei ori: pentru 1946, 1951 și 1954. Se premiază romane, nuvele, nuvelet, povestiri, aceleași categorii ca și la Premiul Hugo. Lucrările premiate aveau 50 ani vechime. Următorul Retro Hugo va fi acordat în anul 2014 pentru o lucrare din anul 1939.
| An   | Anul acordării | Autor(i)            | Nuvela                         | Editor sau publicație                     | Ref    |
| ---- | -------------- | ------------------- | ------------------------------ | ----------------------------------------- | ------ |
| 1946 | 1996           | George Orwell*      | "Animal Farm"                  | Secker and Warburg                        | [ 47 ] |
| 1946 | 1996           | Isaac Asimov        | "Dead Hand"                    | Astounding Science-Fiction                | [ 47 ] |
| 1946 | 1996           | A. Bertram Chandler | "Giant Killer"                 | Astounding Science-Fiction                | [ 47 ] |
| 1946 | 1996           | Richard S. Shaver   | "I Remember Lemuria"           | Amazing Stories                           | [ 47 ] |
| 1951 | 2001           | Robert A. Heinlein* | "The Man Who Sold the Moon"    | Shasta Publishers                         | [ 48 ] |
| 1951 | 2001           | Theodore Sturgeon   | "The Dreaming Jewels"          | Fantastic Adventures                      | [ 48 ] |
| 1951 | 2001           | Isaac Asimov        | "...And Now You Don't"         | Astounding Science-Fiction                | [ 48 ] |
| 1951 | 2001           | H. Beam Piper       | "Last Enemy"                   | Astounding Science-Fiction                | [ 48 ] |
| 1951 | 2001           | L. Ron Hubbard      | "To the Stars"                 | Astounding Science-Fiction                | [ 48 ] |
| 1954 | 2004           | James Blish*        | "A Case of Conscience"         | If                                        | [ 49 ] |
| 1954 | 2004           | Poul Anderson       | "Three Hearts and Three Lions" | The Magazine of Fantasy & Science Fiction | [ 49 ] |
| 1954 | 2004           | Theodore Sturgeon   | "...And My Fear is Great..."   | Beyond Fantasy Fiction                    | [ 49 ] |
| 1954 | 2004           | Poul Anderson       | "Un-Man"                       | Astounding Science-Fiction                | [ 49 ] |
| 1954 | 2004           | Charles L. Harness  | "The Rose"                     | Authentic Science Fiction                 | [ 49 ] |